# المؤسسية الاجتماعية
المؤسسية الاجتماعية (بالإنجليزية: Sociological institutionalism)‏ ويشار إليها أيضًا باسم المؤسسية الاجتماعية الجديدة، والمؤسسية الثقافية، ونظرية المجتمع العالمي، تُعد شكلاً من أشكال المؤسسية الجديدة التي تتعلق "بالطريقة التي تخلق بها المؤسسات معانٍ للأفراد". وتكون تفسيراتها بطبيعتها بناءً على المنشأ الاجتماعي. ووفقا لرونالد ل. جيببرسون وجون دبليو ماير فإن المؤسسية الاجتماعية:
تَعتبر المؤسسية الجديدة أن "القدرة على العمل والتأثير الاجتماعي" للفرد والمؤسسات الحديثة تنبع من المواد الثقافية التي أنشئت، وتركز على كيفية عمل أنظمة المؤسسات المعاصرة من خلال خلق وتشريع ممثلين فاعلين ذوي منظور ودوافع وأجندة مناسبة. وعلى عكس النظريات الأخرى، فإن الباحثين المؤسسيين الجدد أقل تركيزًا على استخدام الممثلين للمؤسسات وأكثر تركيزًا على إنتاج الممثلين واستخدام القوى المؤسسية لتحقيق أهدافها. ومن خلال التركيز على بناء وإعادة بناء الممثلين في المجتمع الحديث، يمكن للمؤسسيين تفسير التحولات الاجتماعية الكبرى في الفترة الحالية، ولماذا تمتد هذه التحولات عبر السياقات والإعدادات الاجتماعية وتصبح عالمية في طبيعتها.
يؤكد المؤسسون الاجتماعيون على كيف أن وظائف وهياكل المنظمات لا تعكس بالضرورة الأغراض الوظيفية، بل الاحتفالات والطقوس. يلتزم الفاعلون بالقواعد والمعايير المؤسسية لأن الأنواع الأخرى من السلوك لا يمكن تصورها؛ يتبع الممثلون الروتين لأنهم يأخذون الجودة الممنوحة. يقف المنظور الاجتماعي المؤسسي على النقيض من المنظورات العقلانية والفعالة حول الفاعلين والوكالة. يرى الأخير الممثلين على أنهم عقلانيون وحسن الاطلاع ولديهم هدف واضح، بينما يسلط الأول الضوء على كيف يعكس سلوك الممثلين العادات والخرافات والمشاعر. يرى الأول الثقافة كعامل متبقي غير منطقي في تفسير السلوك، بينما يرى الأخير الثقافة على أنها أساسية في تفسير السلوك.
يجادل بعض المؤسسيين الاجتماعيين بأن المؤسسات تطورت لتصبح متشابهة (تُظهر تماثل الشكل [الإنجليزية]) عبر المنظمات على الرغم من أنها تطورت بطرق مختلفة.  لذلك يُنظر إلى المؤسسات على أنها مهمة في ترسيخ ونشر المعايير الثقافية.
نشأت في عمل لعالم الاجتماع جون ماير نُشر عام 1977.
يرى علماء الاجتماع أن "منطق الملاءمة [الإنجليزية]" يوجه سلوك الفاعلين داخل المؤسسة. كون أنه يتوقع أن المعايير والقواعد الرسمية للمؤسسات ستشكل تصرفات أولئك الذين يتصرفون داخلها. وفقًا لجيمس مارش، منطق الملاءمة يعني أن الأفعال "تتوافق مع المواقف عن طريق القواعد المنظمة في الهويات". وهكذا ترى المؤسسية المعيارية أن الكثير من سلوك الفاعلين المؤسسيين يعتمد على الموقف المعترف به الذي يواجهه الفاعلون، وهوية الفاعلين في الموقف، والتحليل من قبل الفاعل للقواعد التي تحكم بشكل عام سلوك ذلك الفاعل في ذلك. حالة خاصة.
وفقًا لجاك نايت، فشلت المؤسسية الاجتماعية في تفسير السلوك حيث يفشل أعضاء المؤسسة في التصرف بأدوارهم المؤسسية المحددة. يجادل بأنه من الصعب على المؤسسية الاجتماعية تفسير التغيير المؤسسي.

## أنظر أيضاً
- نظرية النظام السياسي العالمي [الإنجليزية]
- المنطق المؤسسي
- النظرية المؤسسية [الإنجليزية]
- مؤسسية حديثة